# Nine Network
O Nine Network (em tradução literal Rede Nove), ou Channel Nine (Canal Nove), é um canal de televisão australiano sediado em Sydney. É um dos três maiores canais generalistas comerciais na Austrália. Produz o seriado infantil Hi-5, Portal Do Intercâmbio e Mortified, sucesso em todo o mundo.
A emissora é uma das duas redes de televisão de maior classificação na Austrália, junto com a Seven Network e à frente da Network Ten, ABC, e SBS. [3] Nine tinha sido historicamente a rede de televisão mais alta classificação desde o início da televisão na Austrália em 1956, para a maioria dos anos anteriores a 2006, embora Network Ten tinha dominado em 1985 e para um número de anos na década de 1970. A Rede Nine foi ultrapassado na classificação em 2007 por seu rival, o Seven Network, que dominou até recentemente. Como resultado, o slogan do Nine "Still the One" foi interrompido. Desde 2009, o slogan da rede tem sido "Welcome Home". Depois de alguns anos em ligeiro declínio, com um período atormentado por demissões em massa, cancelamentos de programas e cortes no orçamento, a Nine Network tem experimentado um período de estabilidade.

## História
TCN-9 lançada em 16 de setembro de 1956. John Godson introduziu a estação e Bruce Gyngell apresentou o primeiro programa, This Is Television (de modo a tornar-se a primeira pessoa a aparecer na televisão australiano). Mais tarde nesse ano, GTV-9 em Melbourne iniciou as transmissões de transmissão dos Jogos Olímpicos de Verão de 1956, depois formando a Rede Nacional de Televisão, ao lado QTQ-9 em Brisbane em 1959 e NWS-9 em Adelaide, a base da atual Nine Network, em 1959. antes de sua formação, TCN-9 foi então afiliado com HSV-7 (porque eram ambas as estações da Austrália primeiros televisão, tendo sido inaugurado em 1956), [4] e irmã da filial do GTV-9 foi ATN-7. No fim de 1960, a rede tinha começado extra-oficialmente que se autodenomina "National Nine Network" , e tornou-se simplesmente a Nine Network no início de 1980. Foi a primeira estação de televisão australiana para a tela regularmente programas em cores.

## Audiência
Desde o início do TV na Austrália, Nine Network provou-se para se tornar a rede mais assistida na maioria dos anos (embora Network Ten tinha dominado em 1985 e para um número de anos na década de 1970). Em 1977, Nine começou a usar o slogan "Let Us Be The One", como ele se tornou a rede dominante na Austrália.
Na década de 1980, apesar Network Ten assumir a liderança em 1985, os ratings da Nove atingiu o pico e levou a rede em mais sucesso continuado. De 1999 a 2001, a rede começou a perder terreno para a rede Seven em notícias e entretenimento (mesmo perdendo para Seven em 2000), mas recebeu um impulso após a cobertura dos ataques de 11 de setembro, em 2001.
Após a morte de CEO Kerry Packer, Nine sofreu mais problemas, liderados por ser atropelado duro nas avaliações após Seven lançou um novo line-up. Em 2006, a rede sofreu outro ratings despencar apesar de ainda ganhar 2006 como o número um da rede. Em 2007, a rede finalmente perdeu a Seven nas avaliações, como o seu concorrente venceu por uma larga margem.
No entanto, depois de 2008, Nine tem visto uma recuperação significativa. Após o "Welcome Home" relançamento, o seu principal canal tornou-se o canal de topo e agora lidera nas 16-49 demografia.